# Aram Vardanyan
Aram Simonovich Vardanyan (orm. Արամ Սիմոնի Վարդանյան ;11 listopada 1995) – uzbecki zapaśnik walczący w stylu klasycznym. Olimpijczyk z Paryża 2024, gdzie zajął piąte miejsce w kategorii do 77 kg. Wicemistrz świata w 2019; piąty w 2023 roku. 
Złoty medalista mistrzostw Azji w 2025; brązowy w 2016 i 2017, a także halowych igrzysk azjatyckich w 2017. Drugi na mistrzostwach Azji juniorów w 2015 roku.